# Крышка
Кры́шка — верхняя часть, закрывающая сосуд, ящик, гроб, или подвижная часть пенала[уточнить].
В другом источнике указано, что Крышка — всё положенное сверху чего-либо, для прикрытия, закрытия, например: у сундука, ларца, крышка на навесках и с замком; у миски, кастрюли своя крышка. Согласно межгосударственному стандарту ГОСТ 17527-86, который определяет термины упаковки, крышка — это «укупорочное средство, закрепляемое по всему наружному периметру верха или горловины[уточнить] тары».
Крышка, которая навинчивается на горловину тубы, называется «бушон».

## Использование

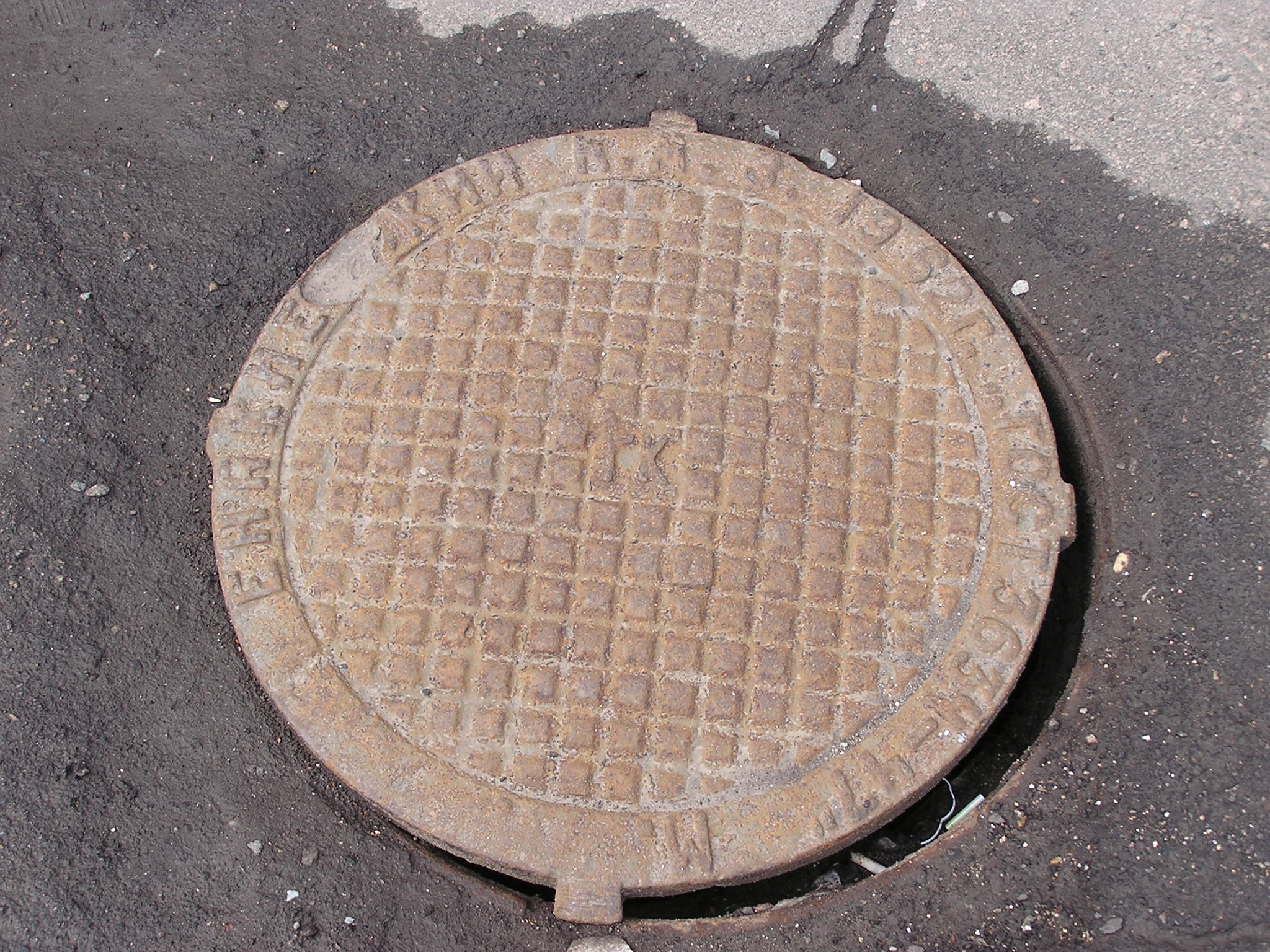
Крышка канализационного люка
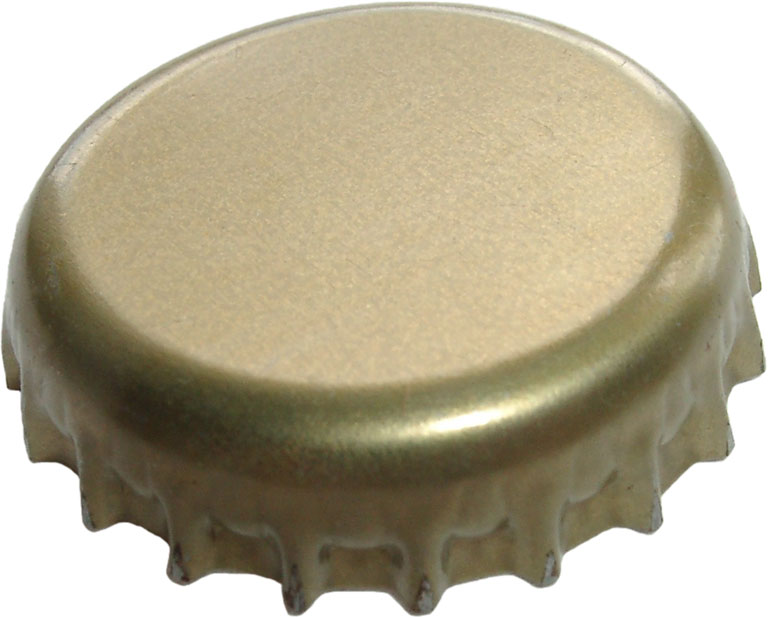
Кроненпробка — металлическая крышка от стеклянной бутылки
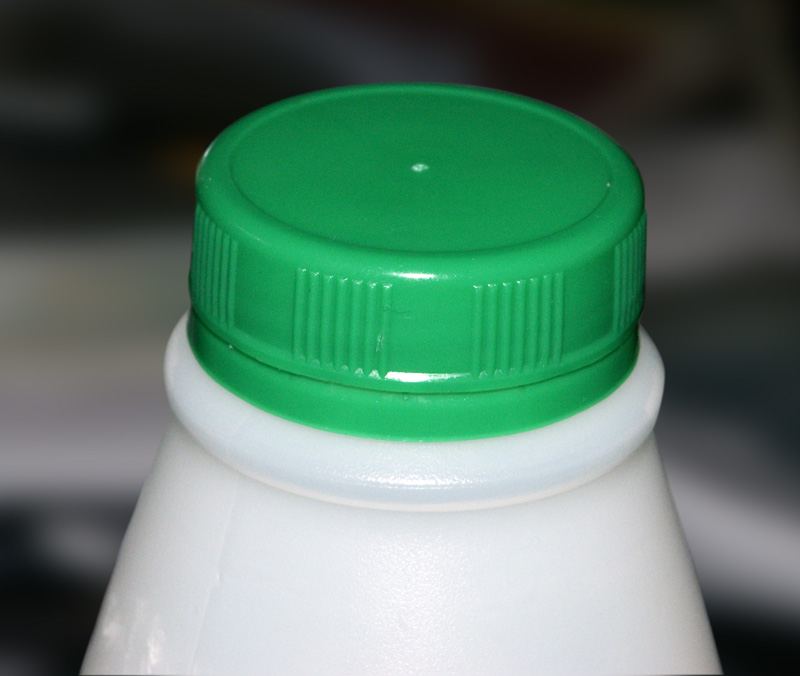
Пластиковая крышка, навинчивающаяся на горлышко
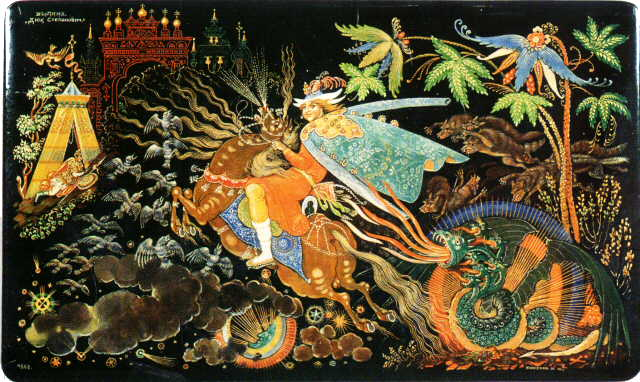
Крышка ларца. Палехская миниатюра. 1940 год.
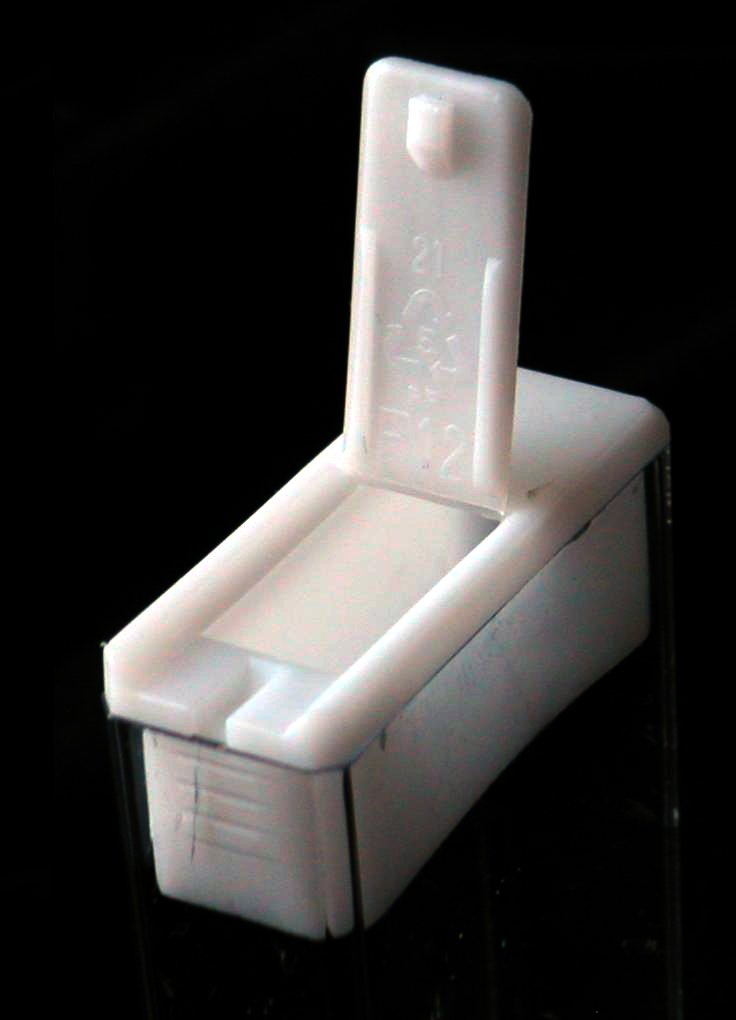
Крышка упаковки Tic Tac
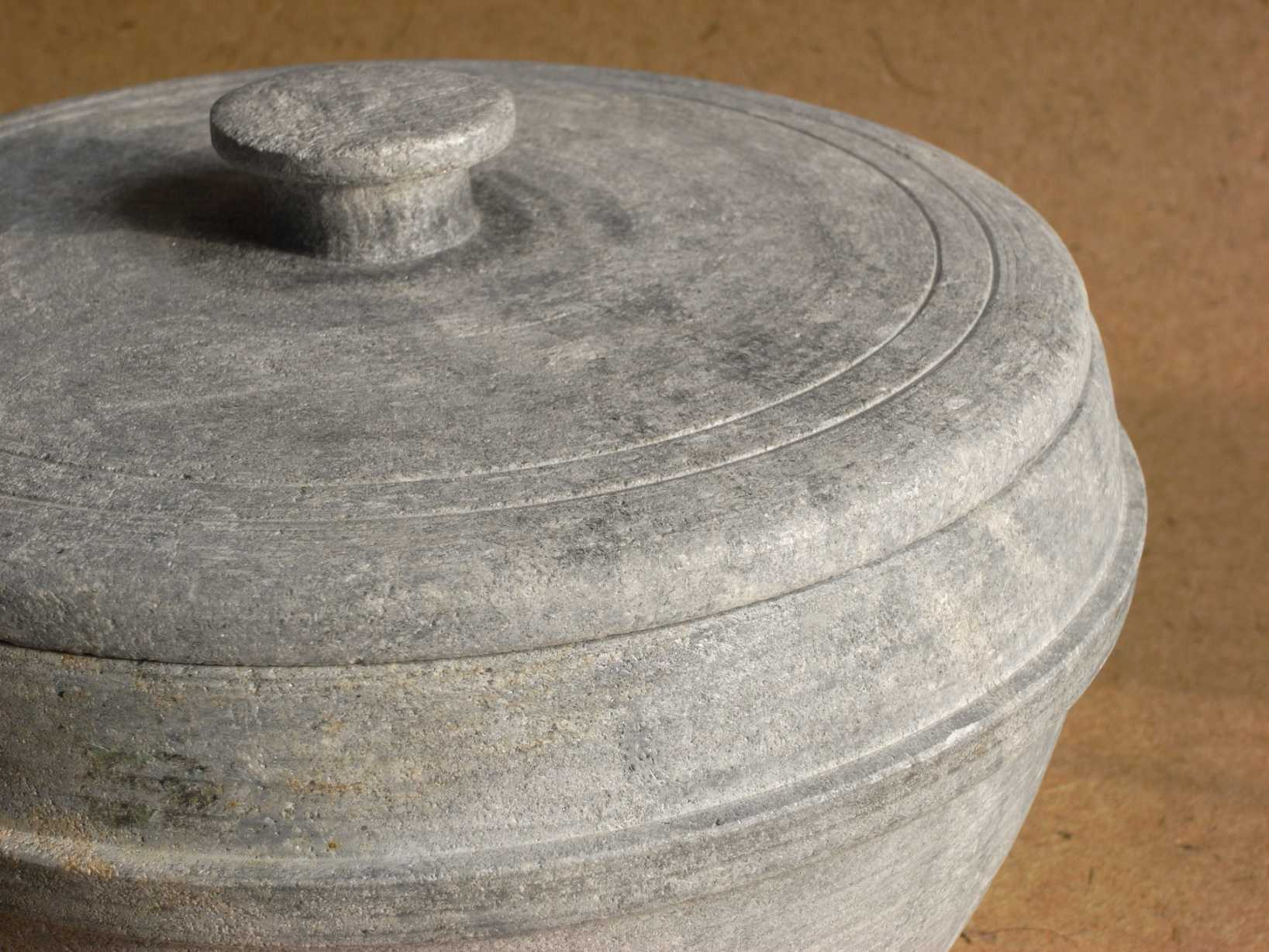
Крышка кухонной посуды

### Крышки для консервирования
Крышки используются для консервирования.
Промышленно выпускаются следующие вид крышек:
- Крышка для консервирования СКО — 1-82 (для стеклянных банок, размеры: диаметр — 89,6 мм; высота — 6,9 мм);
- Крышка для консервирования СКО — 1-58 (майонезная крышка);
- Твист-офф (англ. twist-off) — штампованная крышка с упорами для завинчивания вместо резьбы[3]. Стандартные размеры: высота — 11 мм, диаметр — 85 мм;
- Крышка полиэтиленовая.

## Коллекционирование
Металлические крышки (кроненпробки) от пива и других напитков, винтовые пластиковые крышки от ПЭТ-бутылок, крышки канализационных люков являются объектом коллекционирования. Коллекционирование пластиковых крышек называется «филолидия».